# Charles Machon
Pour les articles homonymes, voir Machon.
Charles Nicholas Machon (né le 10 septembre 1893 à Saint-Pierre-Port, mort le 26 octobre 1944 à Hamelin) est un résistant britannique au nazisme.

## Biographie
Pendant l'occupation des îles Anglo-Normandes par les Allemands, à partir de 1940, Charles Machon est opérateur de linotype pour le journal Guernsey Star and Gazette Ltd. En 1942, les forces d'occupation allemandes confisquent toutes les stations de radio des insulaires et interdisent la possession et l'utilisation pour empêcher l'écoute de la radio britannique.
L’interdiction de la radio est l’occasion pour Charles Machon de fonder l’agence de presse souterraine Guernsey Underground News Service (GUNS), qui compte huit personnes. Ils écoutent les nouvelles du soir de la BBC et tapent le contenu à l'aide d'une machine à écrire, avec huit exemplaires chacun, en papier autocopiant. Au total, le groupe réalise jusqu’à 300 exemplaires d’une lettre secrète signée "GUNS" tous les jours et la distribue aux habitants de Guernesey. De 1942 à 1944, la distribution à Guernesey est un succès. Début 1944, la police locale transmet à la Geheime Feldpolizei une lettre de dénonciation d'activités inhabituelles chez Charles Machon. Lors de son arrestation, la machine à écrire et de nombreuses éditions de "GUNS" sont retrouvées.
Après des semaines d'interrogatoire et la menace d'emprisonner sa mère également, Machon avoue la diffusion. De nouvelles personnes sont arrêtées pour la production et la distribution de tracts, cinq personnes sont détenues. Un tribunal militaire allemand condamne Machon à deux ans de prison. En tant que chef du groupe, il est puni plus durement que les autres membres du groupe. En avril 1944, il est déporté pour des travaux forcés en Allemagne. Il arrive d'abord à la prison de Rheinbach et est transféré à la prison de Hamelin quelques mois plus tard à cause de l'approche des troupes alliées. Après un mois de séjour, il meurt faute de soins médicaux. Il est enterré au cimetière municipal Am Wehl à Hamelin.

## Commémoration
Après la Seconde Guerre mondiale, les huit membres de l'agence de presse clandestine sont appelés les « huit de Guernesey ».
En 1973, après la fin de la concession de la tombe de Charles Machon à Hamelin, la pierre tombale aérienne est retirée, mais l'enterrement est conservé. Selon la loi sur la conservation des tombes des victimes de la guerre et de la tyrannie, la pierre tombale devait être préservée.
Le destin de Charles Machon après son expulsion de Guernesey est inconnu de sa famille pendant des décennies. En collaboration avec l'archéologue Gilly Carr de l'Université de Cambridge, qui étudie le sort des personnes déportées de Guernesey, l'Association pour l'histoire régionale, culturelle et contemporaine de Hamelin ne réussit que fin 2016 à reconstruire le chemin de Charles Machon à Hamelin. Son petit-fils demande au maire de Hambourg, Claudio Griese, de restaurer la tombe de son grand-père en 2017. En 2017, aux frais de la ville de Hamelin et de l'Association pour l'histoire régionale culturelle et contemporaine de Hamelin, une nouvelle pierre tombale pour Charles Machon est érigée à proximité du site de sépulture d'origine. La cérémonie d'inauguration de la pierre tombale en présence du petit-fils de Charles Machon a lieu en 2018.